# Editorial Grupo Ático
Grupo Ático és el grup editor en què es van integrar els successius segells impulsats pels responsables de l'editorial Ático de los Libros. El seu catàleg inclou novel·la, història, assaig i diversos subgèneres de narrativa popular, a més de literatura juvenil i obres de no ficció.

## Història
L'editorial Ático de los Libros va ser fundada el 2010 a Barcelona per Joan Eloi Roca i Claudia Casanova, després d'haver seguit diferents trajectòries al món de l'edició. La bona acollida d'aquell primer projecte els portaria aviat a la creació dels segells que actualment conformen el Grupo Ático: Ático de los Libros, Principal de los Libros, Oz Editorial, Kitsune Books i Odisea Ediciones.

## Catàleg
L'obra inaugural del catàleg d'Ático de los Libros va ser Leviatán o la ballena (2010), de Philip Hoare. Alguns dels autors insígnia de la casa són Tom Holland, que va rebre el Premi Runciman per Fuego persa (2019) i el Heslel-Tilltman d'Història per Rubicón: auge y caída de la república romana (2020), i la nord-americana Delia Owens, autora del bestseller La chica salvaje (2019). El creixement de la firma va motivar la distribució dels títols en nou col·leccions: Ático Historia, Ático Tempus, Ático Clásicos, Breves, Bolsillo, Ficción, No Ficción, Audiolibros i Àtic dels Llibres. Aquesta última col·lecció, en llengua catalana, es va encetar el 2015 amb Fragments d'un discurs amorós, de Roland Barhtes, i Curs de filosofia en sis hores i quart, de Witold Gombrowicz, i s'ha orientat a la recuperació d'obres mai traduïdes al català d'autors reconeguts, com ara Natalia Ginzburg o Mark Twain.
Gairebé alhora, amb la publicació d'Homicidio (2010), del productor i periodista David Simon, va arrencar l'editora Principal de los Libros; els títols van ser agrupats en dotze col·leccions. Del mateix David Simon se'n va publicar La Esquina (2011), i d'Oliver Bullough, Moneyland (2019), honrat com a llibre de l'any per The Times, The Daily Mail i The Economist. Segons els fundadors, «Ático de los Libros neix amb la idea de publicar obres d'alta qualitat literària que no hagin estat traduïdes abans a Espanya. Principal de los Libros, en canvi, té vocació d'arribar a un públic més ampli; és aquí on hi tenen cabuda autors tant espanyols com estrangers amb bones obres de caràcter més comercial».
Els restants segells posteriorment creats i integrats al Grupo Ático presenten aquesta mateixa heterogeneïtat als seus catàlegs. Oz Editorial s'inclina per la literatura juvenil, la narrativa romàntica, la fantasia i la ciència-ficció. [6] Destaca entre els seus fitxatges Ben Aaronovitch, artífex de la sèrie Ríos de Londres, i Mary Robinette Kowal, que va iniciar la saga La Astronauta amb Hacia las estrellas (2020). La divisió Kitsune Books (creada el 2015) prescindeix de la ficció i s'orienta a temes lleugers com ara la música moderna, la moda o la cuina. Odisea Ediciones (també des del 2015) se centra en la narrativa romàntica i juvenil en format digital.